# スパルタシスト日本グループ
スパルタシスト日本グループ(スパルタシストにほんグループ、英語: Spartacist Group Japan)は、1988年に結成された日本の新左翼党派。アメリカ合衆国に本部を置く国際組織の国際共産主義者同盟 (第四インターナショナリスト)の日本支部でもあったが、2023年の第8回国際大会で支部として機能していないとしてシンパ組織に格下げされた。

## 概要
「スパルタシスト日本グループ」は、「第四インタナショナル中央書記局」から分派した「プロレタリア派」から「歴史科学研究会」が分裂したのち、さらに「国際スパルタシスト潮流」(international Spartacist tendency、国際共産主義者同盟（第四インターナショナリスト）の前身)と合同して、1988年に誕生した。メンバーは歴史科学研究会からきた日本人がほぼ半数、アメリカ合衆国から送り込まれた者がほぼ半数である。
スパルタシスト日本グループは「労働者階級指導部としての国際的なレーニン主義トロツキスト党の建設」を目標とする。
現存する社会主義国（中華人民共和国・北朝鮮・キューバ・ベトナム）は、これらをマルクス主義者として無条件の軍事的防衛する立場をとる。中国と北朝鮮は「歪曲された」労働者国家であるとしつつも、社会主義革命が行われたことを高く評価し、労働者国家防衛のためにこれらの国家を擁護する。先進資本主義諸国にプロレタリア支配を拡大するためたたかい、日本はそのための鍵となると主張しているこのため、チベット問題、台湾問題、2019年の香港民主化デモでは中華人民共和国政府の立場を擁護している。

また、性的自己決定権を重視し、未成年者の同性愛行為（NAMBLAを支持）、買売春、近親相姦などの処罰の廃止、ポルノグラフィの肯定（アメリカ合衆国のポルノ女優ニナ・ハートレーを支持）、などの立場をとっている。アメリカ合衆国の死刑囚ムミア・アブ＝ジャマールを、人種差別的裁判による冤罪であるとして救援する活動を行っている。
空港建設は生産力増加に繋がり望ましいとして三里塚闘争を否定し、三里塚闘争に参加する他党派を「成田狂い」と呼んでいる。日本での活動範囲は首都圏に限られるが、他の「トロツキスト」党派が集会を開催する場合には大阪府まで出向いて集会に参加し、他党派批判を行うこともある。